# Иващенко, Олег Георгиевич
Олег Георгиевич Иващенко (род. 16 ноября 1981 года, Краснодар, РСФСР, СССР) — российский художник, член-корреспондент РАХ (2021).

## Биография
Родился 16 ноября 1981 года в Краснодаре, живёт и работает в Москве.
В 2001 году — окончил Краснодарское художественное училище.
В 2007 году — окончил отделение монументальной живописи Московского государственного академического художественного института имени В. И. Сурикова, где учился у Е. Н. Максимова.
Член Союза художников России, с 2007 года — член Московского Союза художников.
В 2021 году — избран членом-корреспондентом Российской академии художеств от Отделения живописи.
Старший преподаватель Московского государственного академического художественного института имени В. И. Сурикова.

## Творческая деятельность
Основные произведения: «Идиллия» (2011, холст, масло, 120х110), «Латеранский дворец» (2011, холст, масло, 110х130), «Утренний диалог» (2011, холст, масло, 100х140), «Китайский интерьер» (2012, холст, масло), Портрет Ангелины" (2012, холст, масло, 50х40), «За полночь» (2014, холст, масло, 120х80), «Вернулся» (2023, картон, мел, 69,9х100), принимал участие в росписи храма в честь Софии Премудрости Божией на Лубянке, под руководством С. А. Гавриляченко и С. А. Сиренко (2005—2006).
Произведения находятся в коллекции Краснодарского краевого художественного музея имени Ф. А. Коваленко, а также в частных собраниях России и за рубежом.
Участник выставок с 2003 года, в том числе:
- Всероссийская выставка «Молодые Художники России» в Центральном доме художника (Москва, 2007);
- Международная выставка православного искусства «Свет Миру» в Манеже (Москва, 2007);
- «Свет весны» в Галерее на Вознесенском (Москва, 2009);
- «Мир Живописи» в Центральном доме художника (Москва, 2011);
- в Центральном выставочном зале Манеж «Московский Союз художников — 80» (Москва, 2012);
- Международная художественная выставка «Искусство наций — II», посвященная 20-летию Международной конфедерации союзов художников (Москва, 2013);
- групповая выставка в рамках IV международной ассамблеи художников «Пластовская осень» (Ульяновск, 2014) и другие.

Персональные выставки прошли в галерее «Беляево» (Москва, 2010, 2011), Государственной Думе Российской Федерации (2011), Галерее на Вознесенском (Москва, 2011).

## Награды
- Медаль Преподобного Сергия Радонежского II степени Русской Православной Церкви (2006)
- диплом Союза художников России (2007)
- грамота и золотая медаль выставки «Академическая школа-2007» в Новом Манеже
- стипендия Министерства культуры России (2008)
- Золотая медаль РАХ (2007)